# Ligne R4 (Rodalia de Barcelone)
La ligne R4 est un service ferroviaire de banlieue qui fait partie de Rodalies de Catalunya, exploitée par Renfe Operadora. Le service relie les gares de Sant Vicenç de Calders à Manresa via Vilafranca del Penedès. 
Les trains de ce service peuvent avoir comme destinations, en plus des gares terminus, les gares de Vilafranca del Penedès, Martorell-Central ou L'Hospitalet de Llobregat au sud, et celle de Terrassa au nord-est. La ligne suit le même trajet que la ligne R12 entre Barcelone et Manresa.

## Histoire

### Rodalies
En 1980, la Renfe a créé Cercanías, dans le cadre d'un plan d'amélioration visant à « casser la mauvaise image de la Renfe », ce qui a conduit à la création de 162 nouveaux services et à l'amélioration de ceux existants, le Plan General Ferroviario supposé la modernisation du réseau. En 1984, la société s’organise en unités commerciales pour créer Cercanías Renfe, plus tard Rodalies Renfe en Catalogne, et en 1985 il a été réorganisé et un nouveau design pour le service de Rodalia est apparu.  
Auparavant, la Renfe utilisait un C comme Cercanías pour numéroter les lignes, en l'occurrence ici la C4.  Plus tard, ils ont coexisté avec la lettre R, pour Rodalies jusqu'au transfert du service de Rodalia de Barcelone à la Généralité de Catalogne, le 1er janvier 2010 et à l'instauration de la lettre R comme seule lettre distinctive des services de Rodalia de Barcelone. 

### Ligne
L'histoire de la ligne R4 de Manresa à Barcelone et Sant Vicenç de Calders a deux étapes très différentes, correspondant respectivement aux tronçons de Manresa à Barcelone et à celui de Barcelone à Sant Vicenç de Calders.  
Les origines de la ligne de Barcelone à Sant Vicenç de Calders remontent à 1854, année de l’inauguration du premier tronçon du chemin de fer de Barcelone à Martorell, qui commençait à la gare de la Plaça de Catalunya et aller jusqu'à Molins de Rei, mais fut bientôt étendu jusqu'à la gare provisoire de Martorell en 1856, le train traversa la rivière Llobregat pour arriver à la gare définitive de Martorell-Central en 1859. Plus tard, la ligne sera étendue jusqu'à Tarragone en 1865, son entrée à Barcelone sera modifiée par le biais d'un nouvel itinéraire passant par la tranchée de la Carrer d'Aragó, permettant aux trains de rejoindre la gare de Barcelone-França. La ligne a ensuite été progressivement modernisée avec la construction de nouveaux tronçons à double voie ou la mise en service de la traction électrique.  
La ligne de Manresa à Barcelone a pour origine la construction de la ligne de Barcelone à Lérida, dont le premier tronçon, de Montcada à Sabadell, a été inauguré en 1855. Les sections de Sabadell à Terrassa (1856), de Terrassa à Manresa (1859) et les agrandissements successifs jusqu'à Lérida (1860) sont entrées en service ultérieurement. En 1862, une nouvelle ligne directe fut construite entre Montcada et la gare du Nord de Barcelone. Jusque-là, les trains utilisaient la ligne de Granollers pour atteindre Barcelone. Au fil des ans, la ligne sera modernisée et dotée de performances aussi remarquables que son électrification (1928) ou son prolongement souterrain sur la Plaça de Catalunya.

## Caractéristiques générales
La ligne R4 transporte 29 millions de passagers par an. Il y a en moyenne 105 935 voyageurs les jours ouvrables et en moyenne 162 trains de la série 447 circulent sur la ligne, les jours ouvrables.  La ligne possède 39 gares pour un total de 143 km. EIle est relié aux lignes R1, R2, R3, R7 et R8, aux services régionaux de Rodalies de Catalunya, aux services à grande vitesse et de longues distances, aux lignes FGC, au métro de Barcelone et Funiculaire de Gelida. 
Le service passe principalement par les lignes ferroviaires suivantes : 
- Ligne Barcelone - Manrèse - Lérida - Almacelles, entre Barcelone et Manresa.
- Ligne Barcelone - Vilafranca - Tarragone, entre Barcelone et Sant Vicenç de Calders.

Les terminus sont Sant Vicenç de Calders, Vilafranca del Penedès, Martorell-Central ou L'Hospitalet de Llobregat au sud, et au nord ils peuvent être Terrassa ou Manresa.

## Gares
Sur cette ligne, huit gares sont inscrites à l'Inventaire du patrimoine architectural de Catalogne : 
- Cornellà Centre
- Sabadell Centre
- Sant Feliu de Llobregat
- Terrassa
- El Vendrell
- Molins de Rei
- Vilafranca del Penedès
- Cerdanyola del Vallès

Liste complète des gares de la ligne :
| Gare                                             | Commune                      | Correspondances | Zone         | Zone ATM     |
| ------------------------------------------------ | ---------------------------- | --------------- | ------------ | ------------ |
| Sant Vicenç de Calders                           | El Vendrell                  |                 | 6            | 6A           |
| El Vendrell                                      | El Vendrell                  |                 | 6            | 6A           |
| L'Arboç                                          | L'Arboç                      |                 | 6            | 5B           |
| Els Monjos                                       | Santa Margarida i els Monjos |                 | 5            | 4B           |
| Vilafranca del Penedès                           | Vilafranca del Penedès       |                 | 5            | 4B           |
| La Granada                                       | La Granada                   |                 | 5            | 4B           |
| Lavern-Subirats                                  | Subirats                     |                 | 4            | 3B           |
| Sant Sadurní d'Anoia                             | Sant Sadurní d'Anoia         |                 | 4            | 3B           |
| Gelida                                           | Gelida                       |                 | 4            | 3B           |
| Martorell Oest                                   | Martorell                    |                 | 3            | 3B           |
| Martorell-Central                                | Martorell                    |                 | 3            | 3B           |
| Castellbisbal                                    | Castellbisbal                |                 | 3            | 2B           |
| El Papiol                                        | El Papiol                    |                 | 2            | 2B           |
| Molins de Rei                                    | Molins de Rei                |                 | 2            | 2B           |
| Sant Feliu de Llobregat                          | Sant Feliu de Llobregat      |                 | 2            | 1            |
| Sant Joan Despí                                  | Sant Joan Despí              |                 | 1            | 1            |
| Cornellà                                         | Cornellà de Llobregat        |                 | 1            | 1            |
| L'Hospitalet de Llobregat                        | L'Hospitalet de Llobregat    |                 | 1            | 1            |
| Torrassa                                         | L'Hospitalet de Llobregat    |                 | 1            | 1            |
| Barcelone-Sants                                  | Barcelone                    |                 | 1            | 1            |
| Plaça de Catalunya                               | Barcelone                    |                 | 1            | 1            |
| Arc de Triomf                                    | Barcelone                    |                 | 1            | 1            |
| La Sagrera-Meridiana                             | Barcelone                    |                 | 1            | 1            |
| Sant Andreu Arenal                               | Barcelone                    |                 | 1            | 1            |
| Torre Baró                                       | Barcelone                    |                 | 1            | 1            |
| Montcada-Bifurcation                             | Montcada i Reixac            |                 | 1            | 1            |
| Montcada i Reixac - Manresa                      | Montcada i Reixac            |                 | 1            | 1            |
| Montcada i Reixac - Santa Maria                  | Montcada i Reixac            |                 | 1            | 1            |
| Cerdanyola del Vallès                            | Cerdanyola del Vallès        |                 | 2            | 2C           |
| Barberà del Vallès                               | Barberà del Vallès           |                 | 2            | 2C           |
| Sabadell Sud                                     | Sabadell                     |                 | 3            | 2C           |
| Sabadell Centre                                  | Sabadell                     |                 | 3            | 2C           |
| Sabadell Nord                                    | Sabadell                     |                 | 3            | 2C           |
| Sabadell Can Llong                               | Sabadell                     |                 | 3            | 2C           |
| Castellarnau                                     | Hors service                 | Hors service    | Hors service | Hors service |
| Torrebonica                                      | Hors service                 | Hors service    | Hors service | Hors service |
| Terrassa Est                                     | Terrassa                     |                 | 4            | 3C           |
| Terrassa                                         | Terrassa                     |                 | 4            | 3C           |
| Terrassa Can Boada                               | Terrassa                     |                 | 4            | 3C           |
| Sant Miquel de Gonteres - Viladecavalls          | Viladecavalls                |                 | 4            | 3C           |
| Viladecavalls                                    | Viladecavalls                |                 | 4            | 3C           |
| Olesa de Montserrat                              | Hors service                 | Hors service    | Hors service | Hors service |
| Vacarisses-Torreblanca                           | Vacarisses                   |                 | 4            | 4E           |
| Vacarisses                                       | Vacarisses                   |                 | 5            | 4E           |
| Castellbell i el Vilar - Monistrol de Montserrat | Castellbell i el Vilar       |                 | 5            | 5E           |
| Sant Vicenç de Castellet                         | Sant Vicenç de Castellet     |                 | 5            | 5E           |
| Castellgalí                                      | Hors service                 | Hors service    | Hors service | Hors service |
| Els Comtals                                      | Hors service                 | Hors service    | Hors service | Hors service |
| Manresa                                          | Manresa                      |                 | 6            | 6C           |

## Futur
Il est prévu que la ligne cessera de desservir la section L'Hospitalet de Llobregat - Vilafranca del Penedès - Sant Vicenç de Calders, un service qui est intégré à la ligne R2. La ligne arrêterait donc de traverser la côte dans sa partie sud et donc tout le parcours de la ligne se passerait à l'intérieur. 
La ligne R4 reliera la gare de Manresa à Barcelone et achèvera son parcours à l'aéroport. 

## Galerie de photographies

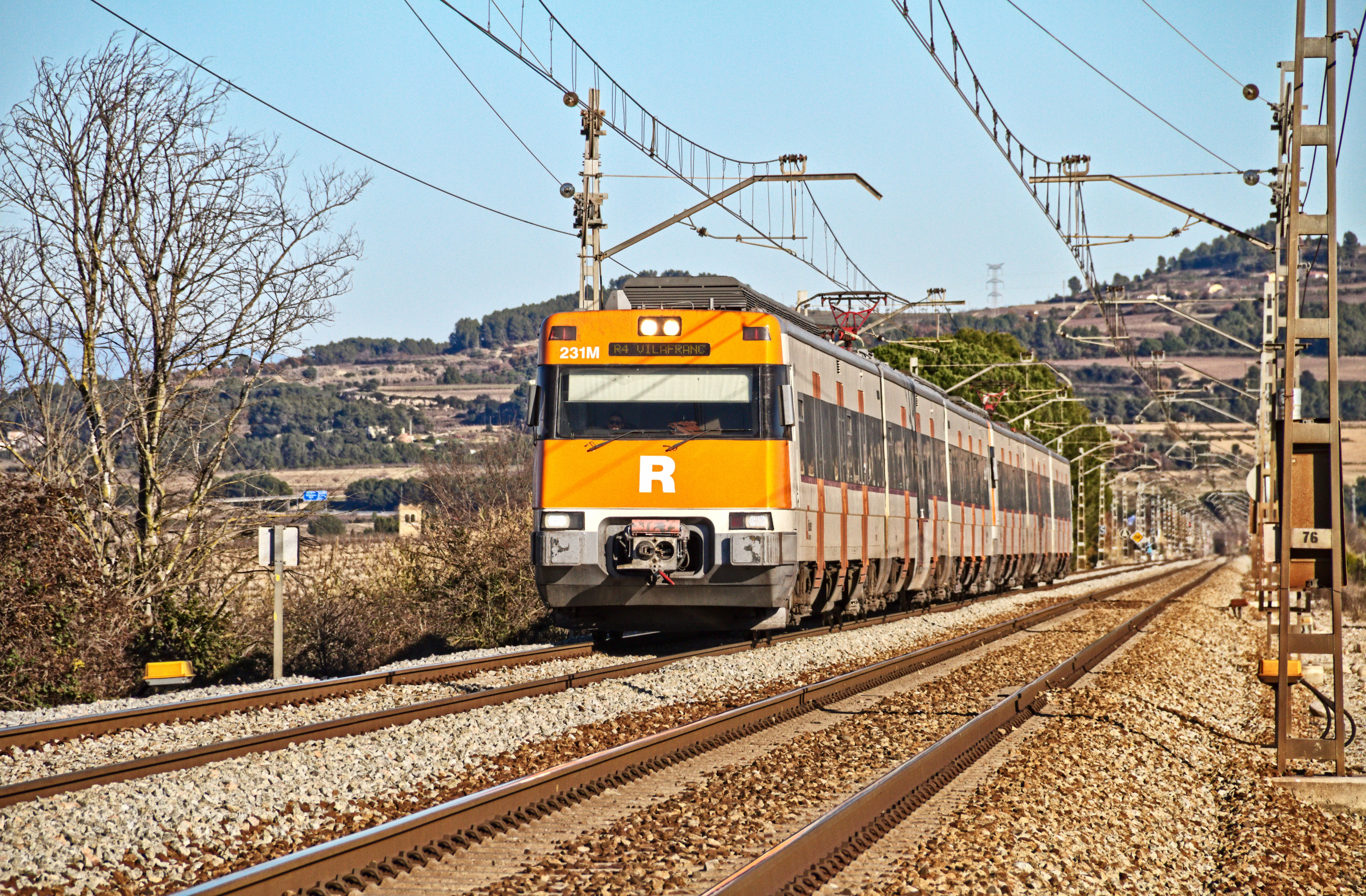
R4 à destination de Vilafranca del Penedès lors de son passage à Lavern-Subirats.
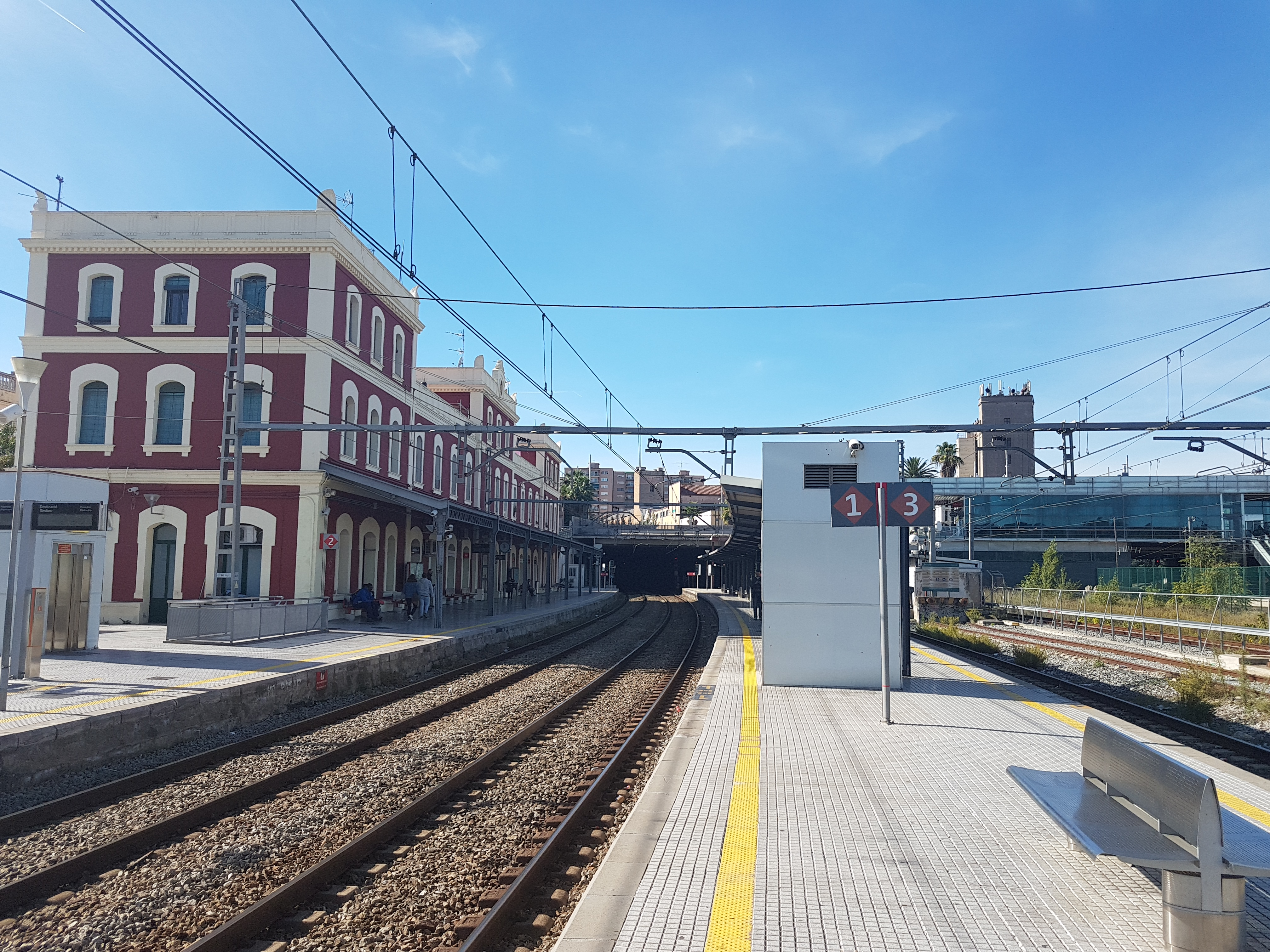
Gare de Martorell-Central.
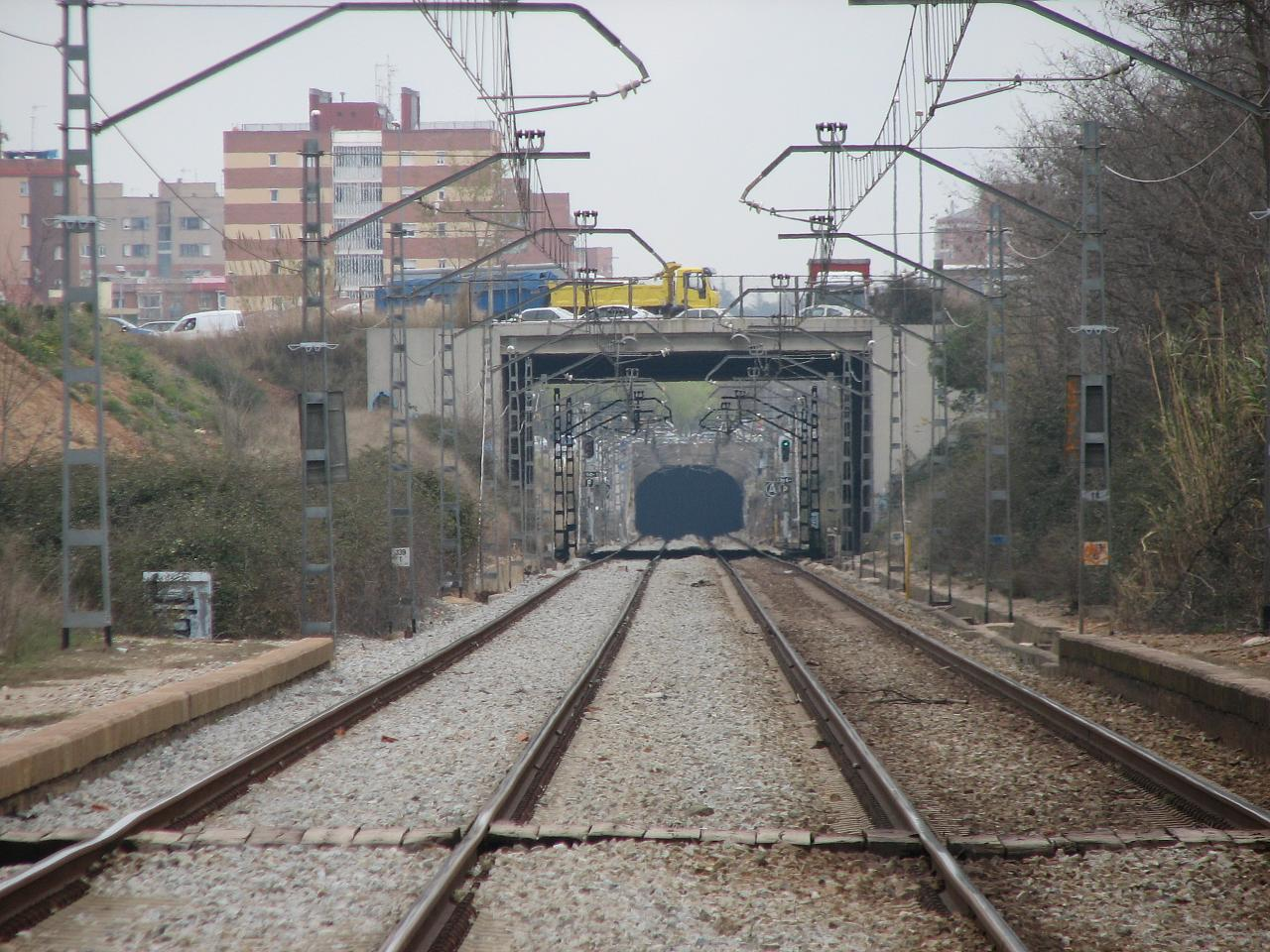
Entrée du tunnel de Sabadell côté Terrassa.
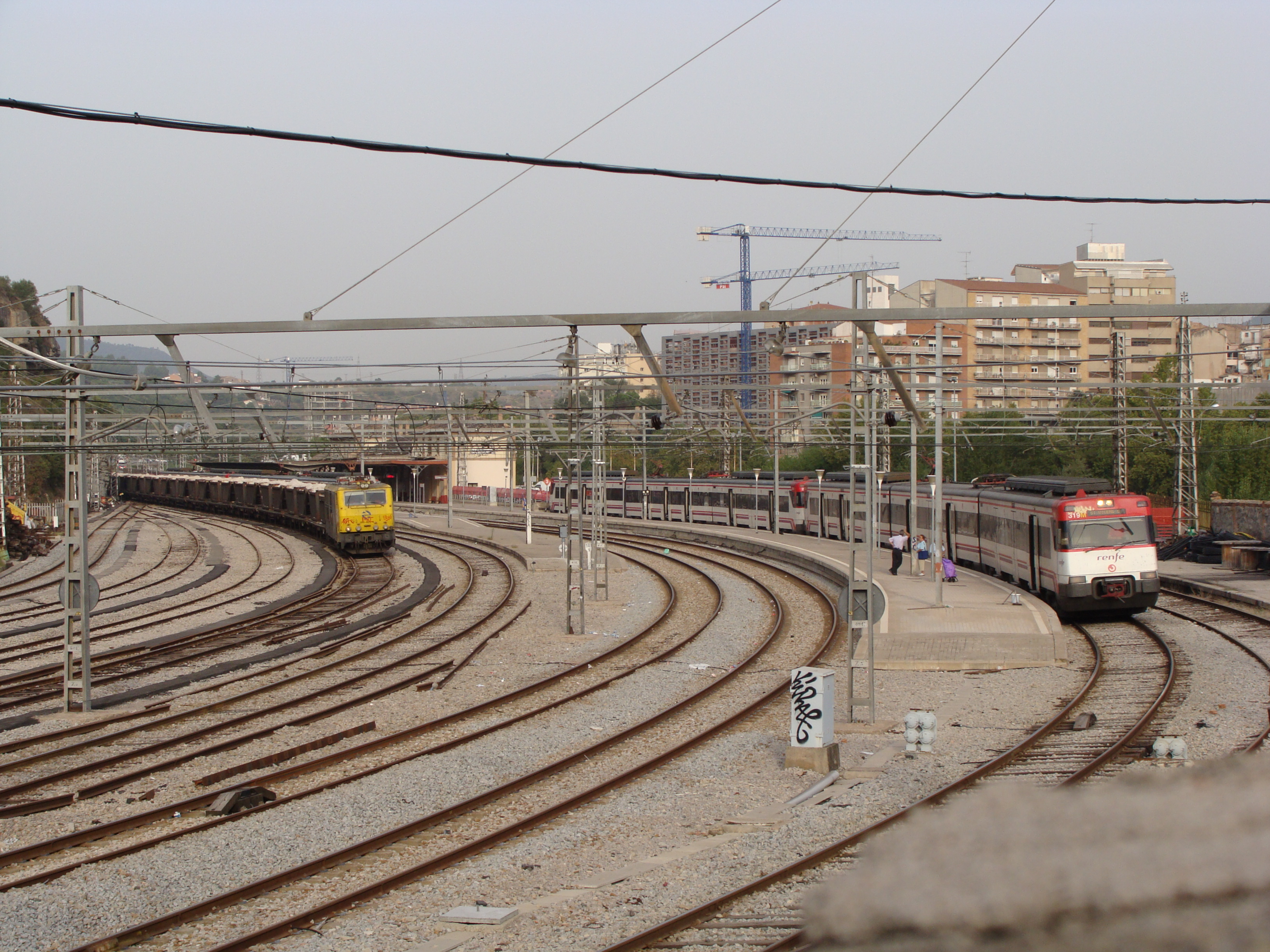
Vue des voies de la gare de Manresa.